# Hyundai Scoupe
Le Hyundai Scoupe est la déclinaison coupée de la Hyundai Excel/Pony de seconde génération. Dessinée par Giugiaro, il est lancé en octobre 1990 d'abord équipée d'une mécanique Mitsubishi (1.5 litre). Son apparition sur le marché français s'effectue en novembre 1992 et n’est proposé qu’avec un quatre cylindres maison (Alpha) 1.5 litre-SOHC-12v turbocompressé de 114 chevaux, apparue en mai 1991. Commercialisée au prix de 96 500 francs, il fait du Scoupe GT le coupé le moins cher du marché[réf. nécessaire], d’autant que l’équipement est des plus complets (vitres et rétroviseurs électriques, volant réglable en hauteur, radio K7 4HP, direction assistée, jantes en alliage, etc.). La climatisation est en option, tout comme la sellerie cuir, l'alarme et la peinture métallisée un peu plus tard.
Le Scoupe subit un lifting au printemps 1993 tandis qu’une version plus simple sur le plan mécanique est introduite en janvier 1994. Le Scoupe LS dispose d’un équipement similaire (jantes en acier). Le moteur est un 1.5 litre de la série Alpha, en version atmosphérique (88 chevaux) lancé en octobre 1991 en remplacement de la mécanique japonaise. Son prix est de 88 500 francs contre 99 000 francs désormais pour le GT. Tous deux disparaissent en février 1996. Le Hyundai Coupé remplace le Scoupe en janvier 1997.